# دونالد ماكفيرسون
دونالد ماكفيرسون هو متزلج فني كندي، ولد في 20 فبراير 1945 في وندسور في كندا، وتوفي في 24 نوفمبر 2001 في ميونخ في ألمانيا بسبب السكري.

## وصلات خارجية
- دونالد ماكفيرسون على موقع أوليمبيديا (الإنجليزية)
- دونالد ماكفيرسون على موقع قاعة كندا للمشاهير الرياضية (الإنجليزية)